# Michele Cammarano
Michele Cammarano (Nápoles, 23 de febrero de 1835-Nápoles, 21 de septiembre de 1920) fue un pintor y profesor italiano.

## Biografía
Era hijo de Salvatore Cammarano, poeta y libretista de ópera, y nieto del también pintor Giuseppe Cammarano. Estudió en la Academia de Bellas Artes de Nápoles, donde fue alumno de Gabriele Smargiassi y Giuseppe Mancinelli. Recibió la influencia de la Escuela de Posillipo italiana y la Escuela de Barbizon francesa. Afianzó su estilo en Roma, donde se instaló en 1865 y donde se enmarcó en la estela del realismo francés y el verismo italiano. Entre 1870 y 1875 vivió en París, donde conoció a Gustave Courbet, que influyó en su obra.
De vuelta a su ciudad natal, pintó obras de carácter social, de la vida popular napolitana (Terremoto en Torre del Greco, Museo di San Martino, Nápoles; Trabajo y ocio, Museo de Capodimonte, Nápoles; El estudiante suspendido, Galleria d'Arte Moderna, Florencia; Plaza de San Marcos de Venecia, Galleria Nazionale d'Arte Moderna, Roma), así como escenas históricas y militares (La batalla de Dogali, Galleria Nazionale d'Arte Moderna, Roma; Carga de los soldados, Museo de Capodimonte, Nápoles). En 1900 ocupó la cátedra de paisaje de la Academia de Bellas Artes.

## Galería

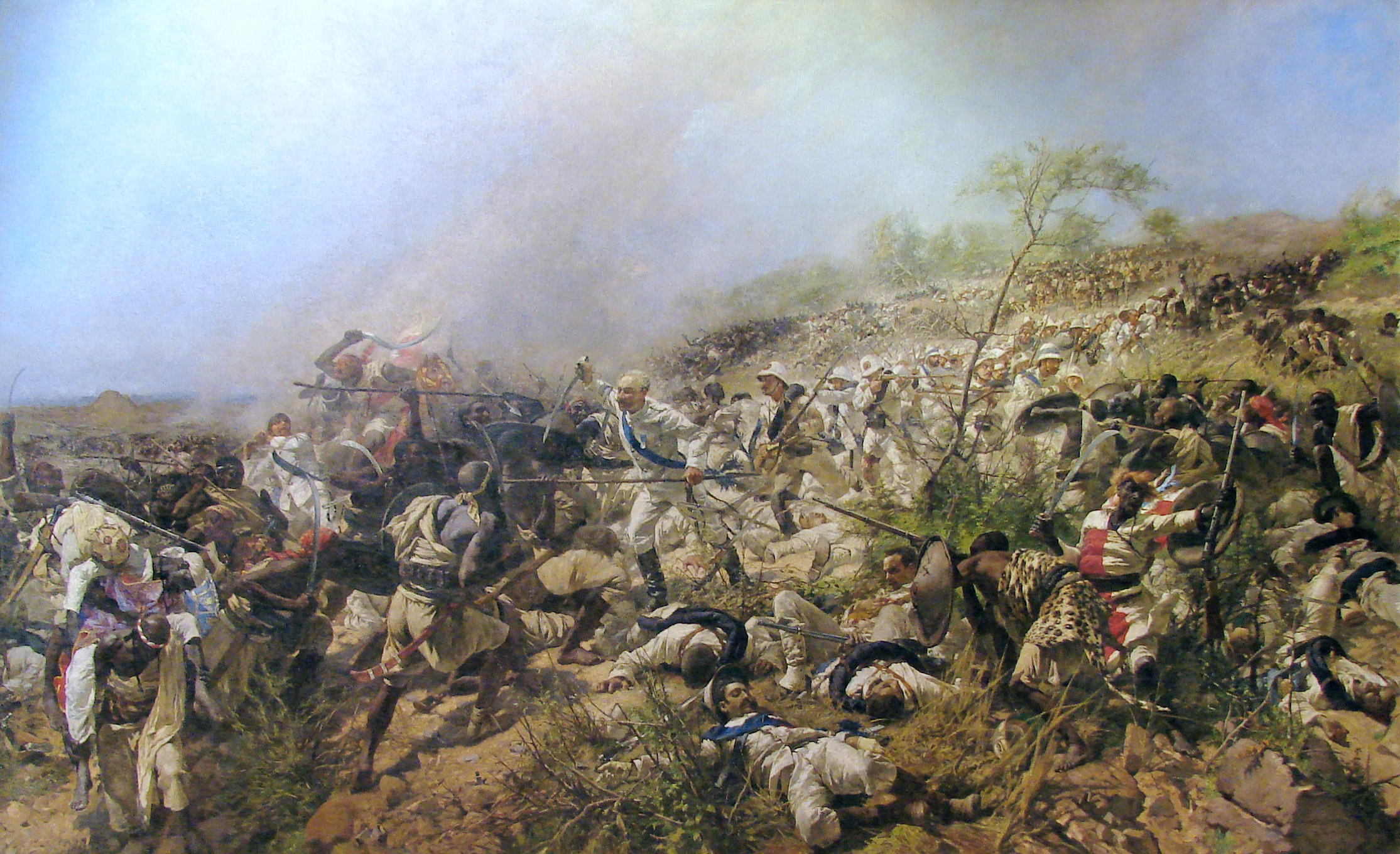
La Batalla de Dogali
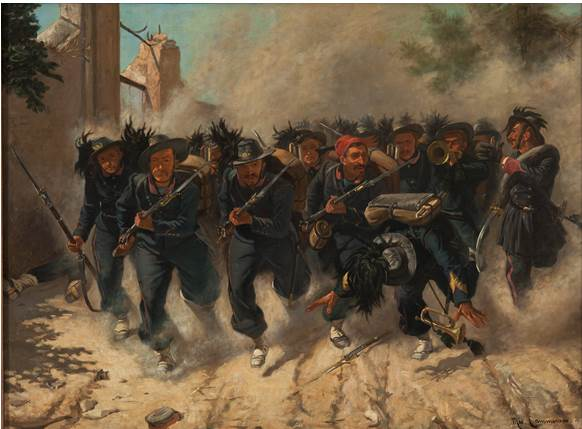
Bersaglieri en Porta Pia
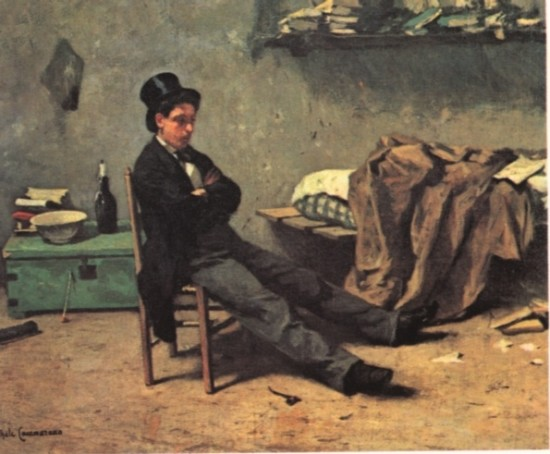
Estudiante
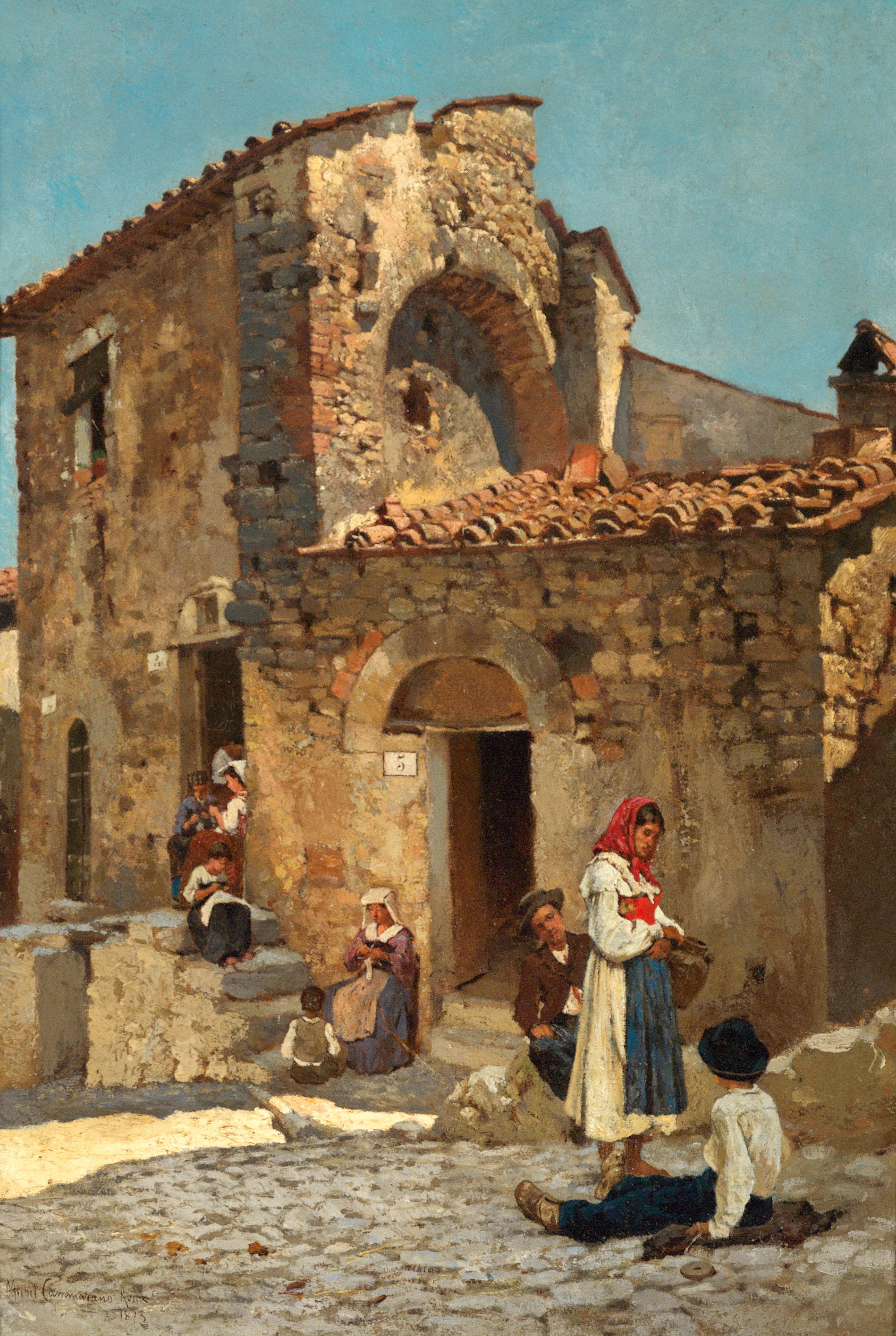
Escena callejera italiana
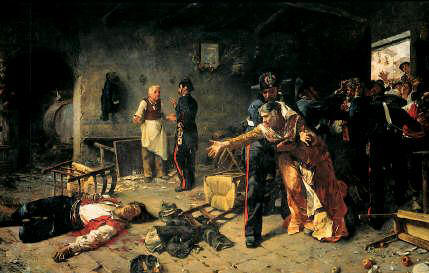
Juego de triunfos
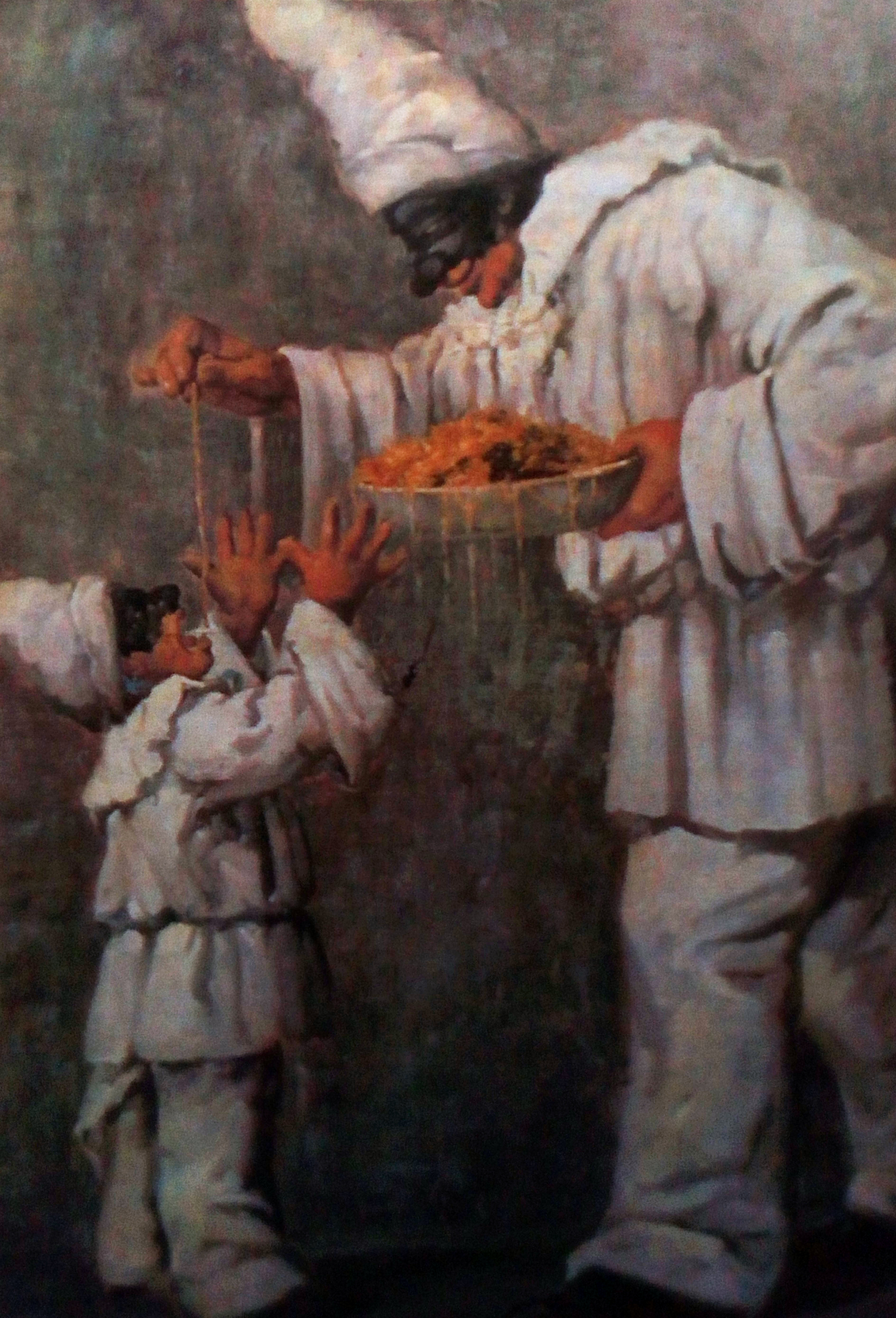
Polichinela y los macarrones